# Jumpstyle

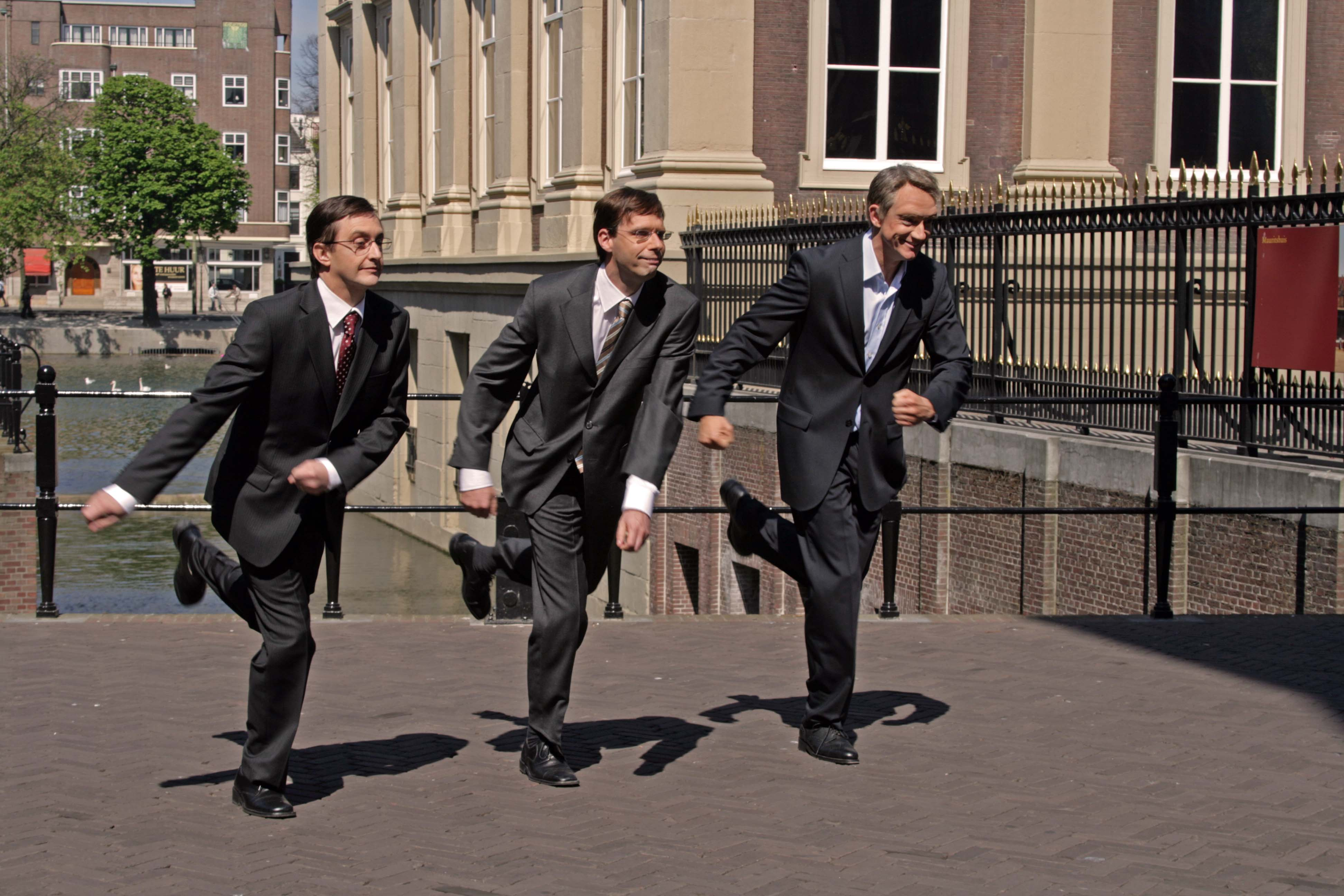
Tre synkroniserade män från Nederländerna dansar jumpstyle. (I detta fall tre nederländska komiker som ska föreställa tre av landets ministrar.)

Jumpstyle är en dans och även en elektronisk musikgenre. Dansen utövas till största del i Europa, speciellt i Nederländerna, Belgien och norra Frankrike.